# Memoria digital vasca
Memoria Digital Vasca (Euskal Memoria Digitala en euskera) es un repositorio en open access de contenidos digitales sobre la cultura vasca creado por Fundación Sancho el Sabio, de Vitoria, dependiente de la Fundación Vital Fundazioa, con la ayuda del Ministerio de Cultura de España para la “creación y transformación de recursos digitales y su difusión y preservación mediante repositorios”.
La Fundación Sancho el Sabio es un centro de documentación sobre la cultura vasca con casi medio siglo de vida que ha evolucionado desde la biblioteca tradicional a la difusión de contenidos en acceso abierto. Sus fondos incluyen una tipología documental variada: impresos, manuscritos, revistas, fanzines, fondos iconográficos, archivos privados, etc. en distintos soportes.

## Software
En esta nueva plataforma, EMD, se ha optado por un repositorio DSpace , software de código abierto desarrollado por las Bibliotecas del MIT y HP para gestionar repositorios de ficheros (textuales, audio, vídeo, etc.), facilitando su depósito, organizándolos en comunidades, asignándoles metadatos y permitiendo su difusión a recolectores o agregadores con objeto de darles una mayor visibilidad. Una vez digitalizada la obra se procede a su incorporación al sistema de repositorio OAI, junto con los metadatos procedentes de las propias bases de datos de la Fundación. El contenido de EMD se organiza alrededor de comunidades, y éstas a su vez en subcomunidades y colecciones. Cada una de estas colecciones puede contener un número ilimitado de ítems.

## Formatos
La información se muestra en los siguientes formatos: etiquetado simple Dublin Core; metadatos completos; Mets (estándar de codificación y recuperación de Metadatos); vista previa en miniatura de las imágenes JPEG, visualización de imágenes en PDF, así como sus correspondientes Premis (metadatos de conservación).

## Recolectores
DSpace soporta Open Archives Initiatives Protocol for Metadata Harvesting OAI-PMH como proveedor de datos. De este modo los registros están disponibles para que los metadatos asociados a los objetos puedan ser recopilados (harvesting) por todo tipo de recolectores como por ejemplo el servicio ROAI del Ministerio de Cultura de España o el portal OAIster  de la Universidad de Míchigan, OaiInstallations–DSpace Wiki, Open Archives Initiative-Data Provider Registration, Directory of Open Access Repositories–OpenDOAR, Registry of Open, Access Repositories (ROAR), etc.

## Objetivos
Con este nuevo proyecto, se pretende dar un paso más para ofrecer contenidos digitales sobre la cultura vasca. Una nueva plataforma, de acceso abierto, que consigue:
- Ampliar la difusión
- Potenciar la usabilidad
- Dotarlos de mayor visibilidad
- Preservar los contenidos originales.